# Gerhard von Graevenitz

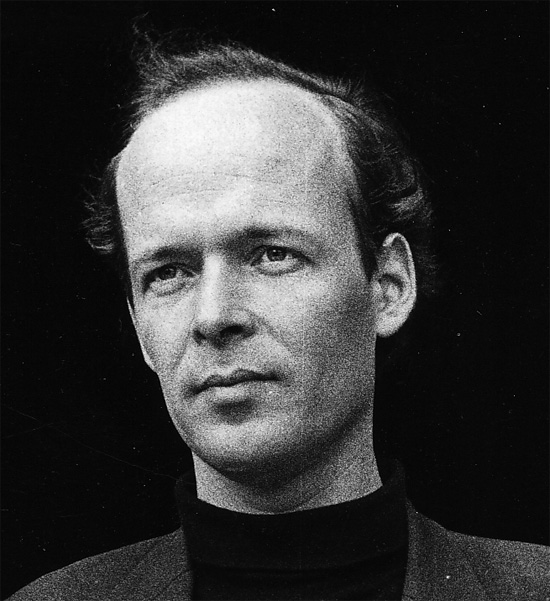
Gerhard von Graevenitz (1966)

Gerhard von Graevenitz (* 19. September 1934 in Schilde, Landkreis Prignitz, Mark Brandenburg; † 20. August 1983 bei Habkern im Traubachtal, Schweiz) war ein deutscher Kinetischer Künstler, Vertreter der Op-Art aus früher Computergrafik und Reliefkünstler.

## Leben und Werk
Gerhard von Graevenitz wuchs in einer Landratsfamilie als jüngstes Kind von vier Brüdern und einer Zwillingsschwester auf. Er studierte von 1955 bis 1956 Wirtschaftswissenschaften an der Universität Frankfurt am Main und von 1956 bis 1961 Kunst an der Akademie der Bildenden Künste München. Von 1959 bis 1960 war er Herausgeber der Zeitschrift nota. Im Jahr 1962 war von Graevenitz Mitbegründer der internationalen Bewegung nouvelle tendance (Neue Tendenzen). 1967 heiratete er seine Antje, geborene Ludwig. Seit dem Jahr 1970 lebte und arbeitete er in Amsterdam.
Seine ersten Arbeiten im Jahr 1959 waren monochrome Reliefs. Es folgte ab 1960 die Gestaltung kinetischer Objekte. Im Jahr 1962 begann von Graevenitz erstmals die neuen technischen Möglichkeiten der Computergrafik zu nutzen und Serien geometrisch geordneter Rasterstrukturen als Druckgrafiken herzustellen. 1968 war Gerhard von Graevenitz mit drei Objekten auf der 4. documenta in Kassel vertreten.
In seinem Werk beschäftigte sich von Graevenitz mit den Phänomenen der Wahrnehmung. Die meisten seiner Grafiken sind in Siebdrucktechnik entstanden. In seinen frühen Grafiken befasste er sich mit den Verhältnissen zwischen Form und Farbe und Linie und Fläche. In seinen kinetischen Objekten zeigte er die Zusammenhänge von Struktur und Bewegung und Zufall und Ordnung auf.
Gerhard von Graevenitz starb am 20. August 1983 bei einem Flugzeugabsturz in der Schweiz.